# Willem Paedts
Willem Paedts (ur. 1665, zm. 1740) – holenderski polityk z warstwy „regentów” miasta Lejda.
Przewodniczący rady miejskiej w latach 1696–1740, w latach 1715–1716 burmistrz Lejdy. Jego żoną była Maria van der Linden (1669-1728), której siostra Anna była żoną saskiego rezydenta w Hadze, Wolfa Abrahama, barona von Gersdorff (1662-1719).